# Václav Půlpán
Václav Půlpán (20. ledna 1814 Blatníkova Lhotka – 12. června 1884 Pardubice) byl rakouský rolník a politik české národnosti z Čech, během revolučního roku 1848 poslanec Říšského sněmu.

## Biografie
Byl orientován jako český vlastenec. Zajímal se o historii. Studia opustil a věnoval se správě svého hospodářství. Patřil mu statek ve Lhotce (Blatníkovská Lhotka). Později usedlost prodal a přestěhoval se do Pardubic, kde strávil závěr života.
Roku 1849 se uvádí jako Wenzel Pulpan, majitel hospodářství ve Lhotce, též jako zemědělec v Pardubicích.
Během revolučního roku 1848 se zapojil do veřejného dění. Ve volbách roku 1848 byl zvolen na ústavodárný Říšský sněm. Zastupoval volební obvod Pardubice. Tehdy se uváděl coby majitel hospodářství. Řadil se ke sněmovní pravici.
Zemřel v červnu 1884 po dlouhé a bolestivé nemoci ve věku 70 let.